# Moteur à engrenages
Le moteur à engrenages fournit, comme tous les moteurs hydrauliques, un mouvement rotatif en employant une technique inverse de celle de la pompe hydraulique.
Ce sont des moteurs aussi rapides que ceux à pistons axiaux et ils sont très utilisés car bon marché.
Les moteurs à engrenages peuvent être fournis en fonction de l'objectif d'utilisation en simple ou double sens, et peuvent être utilisés avec un corps en aluminium ou en fonte en fonction des conditions d'application. Ils offrent des options de conception capables de supporter des charges radiales.

## Types
Il existe différents types de moteurs à engrenages :
- Engrenages externes (les plus courants)
- Engrenages internes
- Engrenages Gerotor